# Pauli-mátrixok
Pauli-mátrixoknak nevezzük (Wolfgang Pauli után) az alábbi három mátrixot:
{\displaystyle \sigma _{x}=\left({\begin{matrix}0&1\\1&0\end{matrix}}\right)}
{\displaystyle \sigma _{y}=\left({\begin{matrix}0&-i\\i&0\end{matrix}}\right)}
{\displaystyle \sigma _{z}=\left({\begin{matrix}1&0\\0&-1\end{matrix}}\right)}
A Pauli-mátrixok a 2x2-es, hermitikus, 0 nyomú mátrixok 3 dimenziós valós vektorterének egy bázisát alkotják.

## Algebrai tulajdonságok

### Pauli mátrixok szorzata
{\displaystyle \sigma _{x}^{2}=\sigma _{y}^{2}=\sigma _{z}^{2}=I}
{\displaystyle \sigma _{x}\sigma _{y}=i\sigma _{z}}
{\displaystyle \sigma _{y}\sigma _{z}=i\sigma _{x}}
{\displaystyle \sigma _{z}\sigma _{x}=i\sigma _{y}}
{\displaystyle Tr(\sigma _{i}\sigma _{j})=2\delta _{ij}\qquad (i,j\in \{x,y,z\})}
{\displaystyle \sigma _{x}\sigma _{y}-\sigma _{y}\sigma _{x}=2i\sigma _{z}}
{\displaystyle \sigma _{y}\sigma _{z}-\sigma _{z}\sigma _{y}=2i\sigma _{x}}
{\displaystyle \sigma _{z}\sigma _{x}-\sigma _{x}\sigma _{z}=2i\sigma _{y}}

### Determináns, nyom, sajátérték
A Pauli-mátrixok nyoma és determinánsa:
{\displaystyle {\begin{matrix}\det(\sigma _{i})&=&-1&\\[1ex]\operatorname {Tr} (\sigma _{i})&=&0&\quad {\hbox{ha}}\ i=1,2,3.\end{matrix}}}
Ebből következik, hogy +1 és -1 sajátértéke az összes Pauli-mátrixnak.
Így
{\displaystyle \sigma _{1}\sigma _{2}\sigma _{3}=i\mathbf {1} }

## Forgáscsoport
A Pauli-mátrixok Lie-algebrát alkotnak a mátrixszorzásra.
Az
{\displaystyle \exp \left(-\mathrm {i} \,{\frac {\alpha }{2}}\mathbf {\sigma } \,\cdot \mathbf {n} \right)=\cos {\frac {\alpha }{2}}\mathbf {1} -\mathrm {i} \sin {\frac {\alpha }{2}}\sigma \,\cdot \mathbf {n} }
azonosság szerint a Pauli-mátrixok a komplex {\displaystyle {\text{SU}}(2)} forgáscsoport generátorai, ahol n a forgástengely irányvektora {\displaystyle \mathbb {R} ^{3}}-ben, és α a forgatás szöge, ami 0 és 4π között változhat. α = 2π-re {\displaystyle \exp \left(-\mathrm {i} \,\pi \mathbf {\sigma } \,\cdot \mathbf {n} \right)=-\mathbf {1} } adódik. Így egy 1/2 spin csak egy 4π szögű forgatással reprodukálható.